# Germán Sánchez
Germán Sánchez Flor, född 4 juli 1989 i Alicante, är en spansk racerförare.

## Racingkarriär
Efter att ha vunnit Spanska F3-mästerskapet och Formula 3 Spain Copa de España F300, samt tävlat i FIA Formula Two Championship, valde Sánchez, enligt hans webbplats, att avsluta sin karriär.
| År                                               | Klass/Mästerskap                      | Team                      | Bil                     | Totalt/poäng | Bästa placering    |
| ------------------------------------------------ | ------------------------------------- | ------------------------- | ----------------------- | ------------ | ------------------ |
| 2006                                             | Spanska F3-mästerskapet               | Escuela Profiltek-Circuit | Dallara F300 (Toyota)   | 13:e/17p     | ?                  |
| 2006                                             | Formula 3 Spain - Copa de España F300 | Escuela Profiltek-Circuit | Dallara F300 (Toyota)   | 1:a/107p     | Sju segrar         |
| 2007                                             | Spanska F3-mästerskapet               | Campos Racing             | Dallara F306 (Toyota)   | 4:a/76p      | Två segrar         |
| 2008                                             | Spanska F3-mästerskapet               | Campos Racing             | Dallara F308 (Toyota)   | 1:a/88p      | Fyra segrar        |
| 2009                                             | FIA Formula Two Championship          | MotorSport Vision         | Williams JPH1 F2 (Audi) | 24:a/2p      | Två åttondeplatser |
| Senast uppdaterad: 2010-05-30 (5398 dagar sedan) |                                       |                           |                         |              |                    |